# Polo Obrero
El Polo Obrero es una organización social y piquetera argentina afiliada al Partido Obrero. Es una de las agrupaciones piqueteras más numerosas, sin embargo una crisis interna en su brazo político ha fragmentado a la organización en dos en 2019; siendo este grupo conocido como «Polo Obrero Tendencia»

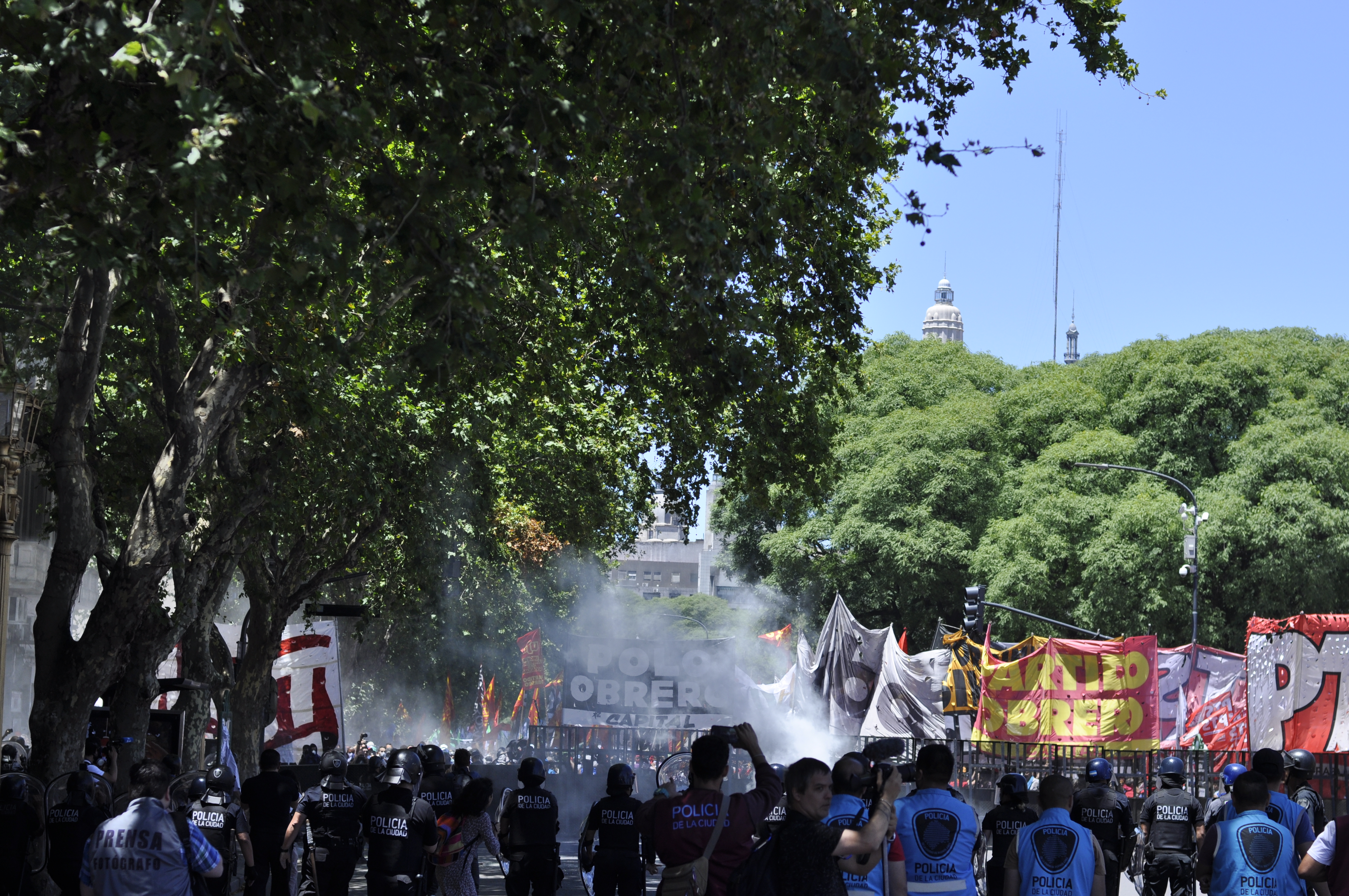
Marcha contra la reforma previsional de 2017 (se puede ver al Polo Obrero en el fondo).

## Historia

### Origen y contexto
Sus orígenes se remontan al año 1999, cuando el X Congreso del Partido Obrero, que sesionó entre el 8 y el 11 julio, aprobó una resolución por la formación de un polo clasista. En ella se caracteriza que los diez años de gobierno de Carlos Menem implicaron la mayor pérdida de conquistas obreras de la historia y que la resistencia a ese retroceso no se dio por la "burocracia sindical" sino por organizaciones de base: «El agotamiento terminal del menemismo ha puesto en jaque a todas las direcciones sindicales. Ese agotamiento está llevando a una acentuación de la rebelión de las masas y a la aparición de organizaciones combativas de bases. Los piqueteros y los fogoneros, desde hace un tiempo, los autoconvocados más recientemente, son vistos naturalmente como una amenaza por la burocracia sindical.»

### Fundación
Su constitución fue votada en el XI Congreso del Partido Obrero de mayo de 2000, a partir de una moción de Jorge Altamira. Dicho Congreso se desarrolló bajo el impacto del levantamiento popular de General Mosconi. El Congreso fundacional se hizo en unidad con sectores combativos del movimiento obrero como la CGT San Lorenzo de la época y selló desde el primer día la unidad de ocupados y desocupados. Tomó los métodos del clasismo en el movimiento, incorporando la impronta revolucionaria de los cortes de ruta que poco a poco fue adoptando todo el movimiento obrero en sus luchas. El entonces ministro Storani del gobierno de De la Rúa, caracterizó al congreso fundacional del Polo Obrero como un acto subversivo contra la democracia. Un año antes, mientras asumía la Alianza, las tropas policiales habían asesinado a dos piqueteros en el puente que une Resistencia y Corrientes, lo que incentivó a seguir con la lucha piquetera y popularizó al grupo. 

### Separación y surgimiento del Polo Obrero Tendencia
La crisis política desarrollada al interior del Partido Obrero en 2019 tuvo su correlato en todas las organizaciones vinculadas al partido, incluido su brazo piquetero. El documento fundacional del grupo opositor, titulado Por qué una fracción pública en el Partido Obrero caracterizaba que bajo la dirección oficialista del Comité Central la organización había perdido la función con la que fue concebida: la de dotar al sector desocupado de la clase obrera de formación política y conciencia de clase para transformar a su "elementos más conscientes en militantes cuartainternacionalistas" contra la posibilidad de su integración a organizaciones oficialista o clericales. A su vez el documento señalan contradicciones entre posiciones de ambas organizaciones dado que aparece "de un lado, un Polo Obrero que debe enfrentar la destrucción de la juventud por medio de la droga y el narcotráfico y, del otro lado, sectores (dentro del PO) que reivindican el consumo de drogas como una manifestación de libertad". Dicho documento fue firmado por varios dirigentes del Polo Obrero, entre ellos Eva Gutiérrez, dirigente del Polo Obrero de Hurlingam, quien se convirtió en dirigente del llamado Polo Obrero Tendencia, conformado por todos los militantes separados de la organización debido a sus divergencias.
En los meses sucesivos la relación entre ambos grupos se tornó tirante, alcanzando episodios de violencia física. El sector agrupado en la Tendencia denunció que fue atacado por el otro en una asamblea de organizaciones piqueteras realizada en el Obelisco de Buenos Aires el 5 de abril de 2021; según afirman los denunciantes, la razón del ataque se debió a un intento de impedir que divulguen un comunicado preparado para ocasión y acusan a Eduardo Belliboni, dirigente del sector oficial de la organización, como responsable de haber dado la orden.

## Controversia sobre el financiamiento
En 2022, ante la aparición de primeras denuncias, el dirigente del Partido Obrero Gabriel Solano explicó que "Los compañeros (militantes) hacen un aporte (del 1% o 2% del subsidio que reciben) para sostener la organización y así el movimiento se organiza como puede", Belliboni defendió a Solano diciendo "Es un aporte a conciencia, voluntario, del 2% de su ingreso, como es la histórica cuota sindical que permitió sostener a las viejas organizaciones anarquistas, cuya autonomía estaba dada precisamente por su autogestión y autofinanciamiento”. 
En cuanto a las consecuencias inmediatas, la entonces vicepresidenta Cristina Fernández de Kirchner remarcó la necesidad de quitarle los planes sociales a los piqueteros siendo el Estado quien debe controlarlos directamente.
El 13 de mayo de 2024, se realizaron allanamientos a piqueteros en una causa por extorsión a beneficiarios de planes sociales, las actuaciones apuntan a dirigentes del Polo Obrero y otros grupos. De acuerdo con la instrucción del caso, que estuvo a cargo del fiscal Gerardo Pollicita, “se encontraban reunidos los elementos de convicción suficientes para convocar a 28 personas y efectuar 27 allanamientos -pertenecientes a domicilios particulares de los requeridos; sedes de comedores populares. Según informó el Ministerio de Seguridad, el tribunal ordenó el secuestro de los dispositivos electrónicos que les pertenecen a los imputados, ya que la mayoría de coacciones y extorsiones se realizaban por esos medios, así como también planillas o cuadernos de asistencia o de registro de pagos,.se indicó en un comunicado. Y agregaron pruebas que revelan que la gente que no podía ir a una marcha tenía que acreditarlo mediante certificados médicos.

## Actualidad
En 2024 el gobierno de Javier Milei denunció al Polo Obrero, entre otras organizaciones, de extorsión a beneficiarios de planes sociales. En el marco de esa denuncia, la Justicia ordenó ejecutar allanamientos a las casas particulares de sus principales dirigentes y militantes, además del local central de Partido Obrero.